# تیلدن، ایلینوی
تیلدن (به انگلیسی: Tilden) یک روستا در ایالات متحده آمریکا است که در ایلینوی واقع شده‌است. تیلدن ۲٫۵۵ کیلومتر مربع مساحت و ۹۳۴ نفر جمعیت دارد.